# Прапор Акрешорів
Пра́пор Акрешорів — офіційний символ села Акрешори, Косівського району Івано-Франківської області, затверджений 30 вересня 2003 р. рішенням сесії сільської ради.
Автори — А. Гречило,  Д. Попович і М. Рибчанський.

## Опис
Квадратне полотнище, розділене посередині ламано на дві частини, у верхній синій — дві білі квітки черешні з жовтими осердями, у нижній — три червоно-жовті писанки.

## Зміст
Ламане ділення вказує на розташування села в Карпатах. Квіти черешні розповідають про багатство природи, а писанки символізують місцеві промисли.